# Krakken (Wohlthatmassiv)
Der Krakken (norwegisch für Schemel) ist ein Berg im ostantarktischen Königin-Maud-Land. Er ragt 1,5 km nördlich des Sandseten und unmittelbar nordwestlich des Gneysovaya Peak in der Westlichen Petermannkette des Wohlthatmassivs auf.
Entdeckt und anhand von Luftaufnahmen kartiert wurde er bei der Deutschen Antarktischen Expedition 1938/39 unter der Leitung des Polarforschers Alfred Ritscher. Weitere Kartierungen erfolgten anhand von Luftaufnahmen und Vermessungen der Dritten Norwegischen Antarktisexpedition (1956–1960), deren Teilnehmer auch die deskriptive Benennung vornahmen.